# Alois Hauser der Ältere

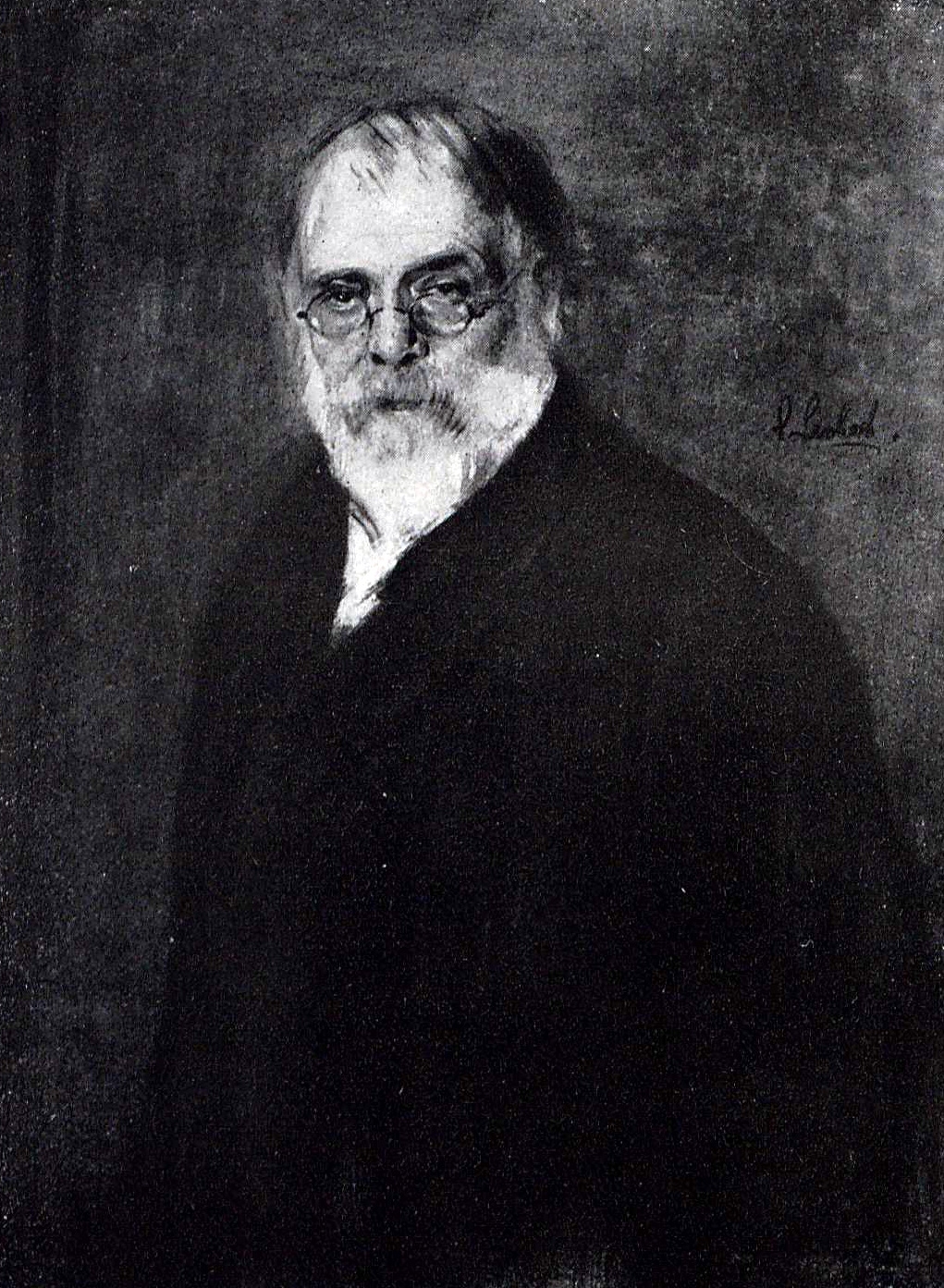
Franz von Lenbach: Bildnis Alois Hauser sen., 1900

Alois Hauser (geb. 17. Februar 1831 in Burladingen, gest. 7. März 1909 in München) war ein deutscher Restaurator, Hofmaler und Konservator.

## Leben
Alois Hauser kam 1831 in Burladingen im Fürstentum Hohenzollern-Hechingen als Sohn eines Hafners zur Welt. Im Alter von 14 Jahren trat Alois eine Lehre bei dem Dekorationsmaler Kaspar Lieb (1803–1864) in Hettingen an. Durch Vermittlung des Kaufmanns Anton Carry (1797–1860), der seit 1845 die Gemäldegalerie in Hechingen betreute, konnte Alois Hauser seine Ausbildung 1847 bis 1854 in Augsburg bei dem Maler und Restaurator Anton Deschler (1816–1881) fortsetzen und die dortige Kunstschule im Polytechnikum besuchen, die mit der 1835 gegründeten Staatsgalerie im ehemaligen Katharinenkloster untergebracht war. Deschler war ein Schüler des langjährigen Galerieinspektors Andreas Eigner.

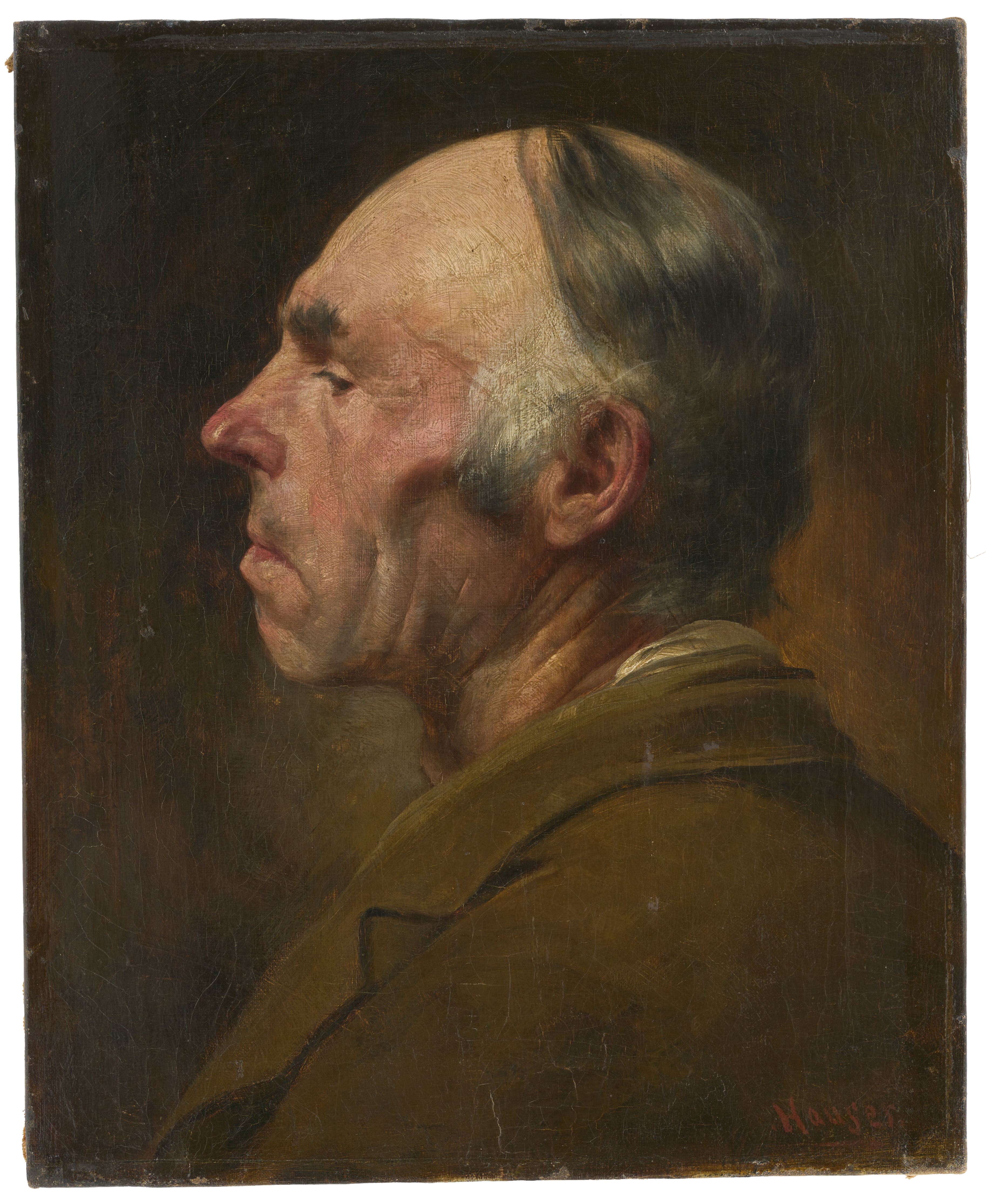
Der Schwabe, 1850, Augustinermuseum, Freiburg im Breisgau

Vermutlich wieder durch die Vermittlung von Anton Carry kam Hauser in Beziehung zu seinem ehemaligen Landesherrn Konstantin von Hohenzollern-Hechingen, der nach der Revolution von 1848/1849 sein Fürstentum dem König von Preußen überlassen hatte und seither im schlesischen Löwenberg residierte. Hauser übernahm von Carry die Betreuung der Anfang der 1850er Jahre von Hechingen nach Löwenberg transferierten Gemäldesammlung des Fürsten, der ihn 1855 zum Hofmaler und Galeriekonservator ernannte. Allerdings war er zugleich für einen Kunsthändler in Bamberg tätig, der ihm deutlich lukrativere Aufträge verschaffte, so dass Hauser 1861 ganz nach Oberfranken übersiedelte.
In Bamberg konnte sich Hauser in wenigen Jahren einen guten Ruf als Restaurator erwerben, der immer häufiger auch von öffentlichen Sammlungen mit Aufgaben betraut wurde, insbesondere von dem 1852 gegründeten Germanischen Museum in Nürnberg. In Bamberg selbst war Hauser seit 1865 an dem von Carl Schmidt (1791–1874) gegründeten Kunstinstitut tätig; 1869 wurde er zum Konservator der städtischen Gemäldesammlung ernannt. Sein wachsendes Ansehen als Restaurator führte Hauser 1875 nach München, wo er die konservatorische Betreuung der Alten Pinakothek übernahm. 1885 wurde er zum Konservator, 1889 zum Professor ernannt.
Hauser war zu seiner Zeit als Restaurator eine Kapazität. Sein Sachverstand und sein technisches Können machten ihn zu einem der gefragtesten Gemälderestauratoren der Gründerzeit. Zu den von ihm restaurierten prominenten Werken der Alten Pinakothek zählen Dürers Paumgartner-Altar, Rubens’ Jüngstes Gericht und van Dycks Susanna im Bade. Sein bekanntester Auftrag jedoch war die Restaurierung der Darmstädter Madonna im Jahre 1887, deren Ergebnis mit einer eigenen Ausstellung gewürdigt wurde. Hauser zählte zu einer neuen Generation von Restauratoren, die sich im Unterschied zu den älteren Malerrestauratoren mit der Analyse historischer Maltechniken befassten, um Eingriffe in die Bildsubstanz kalkulierbar zu machen.
Auch in München nutzte Hauser sein Atelier zur Ausbildung von Nachwuchskräften, die später selbst an großen Museen tätig waren, darunter sein Sohn Alois Hauser jr. (1857–1919), der 1887 Chefrestaurator der Berliner Gemäldegalerie wurde, oder Otto Vermehren, der spätere Direktor der Restaurierungswerkstätten der Uffizien in Florenz.
Als Hauser 1909 in München starb und in Schwabing beigesetzt wurde, war die Trauergemeinde groß – und sie war überzeugt, mit Hauser ein Vorbild seines Berufsstandes zu verlieren. Für den Grabredner Franz von Reber, Direktor der Bayerischen Staatssammlungen, war Hauser „nicht bloß der Besten einer, sondern der Beste seines Faches in seiner Zeit“.